# A-90 Orljonok
Koordinaten: 55° 51′ N, 37° 27′ O
Die A-90 Orljonok (russisch Орлёнок; deutsch Adlerjunges) ist ein sowjetisches Bodeneffektfahrzeug.

## Geschichte
Ab den 1960er-Jahren legte das Kommando der sowjetischen Marine seine Strategie zur Amphibischen Kriegführung neu fest. Ziel der Strategie war es, schnell und überraschend Truppen an den Küsten der Ostsee und des Schwarzen Meeres landen zu können. Daraus resultierte ein starkes Interesse an Fahrzeugen, die große Truppenkontingente schnell über weite Strecken transportieren können.
Aus diesem Grund wurde unter anderem das Zentrale Konstruktionsbüro für Tragflächenboote „R. Je. Alexejew“ unter der Leitung von Rostislaw Alexejew geschaffen, über das bis zum Ende der Sowjetunion im Westen fast nichts bekannt war. Hauptaufgabe des Büros war die Erforschung von Bodeneffektfahrzeugen sowie deren Entwicklung.
Ab den 1960er-Jahren begann die Arbeit an verschiedenen Prototypen von Bodeneffektfahrzeugen, was in den 1970er-Jahren zum ersten Serienfahrzeug der Lun-Klasse führte. Danach wurde der Fokus auf mittelgroße Transportfahrzeuge gelegt, was schließlich zur „Orljonok“ führte. Der Erstflug des Prototyps S-23 wurde auf der Wolga im Herbst 1972 durchgeführt. Ab 1973 wurden dann umfangreiche Tests im Kaspischen Meer durchgeführt. 1974 erlitt das Projekt einen Rückschlag, als S-23 während eines Tests zerstört wurde. Nach einer Überprüfung und Überarbeitung der Metalllegierung der Hülle wurden drei weitere Fahrzeuge gebaut.
Insgesamt wurden fünf Fahrzeuge gebaut:
- S-20, für statische Tests, verschrottet
- S-23, fliegender Prototyp, Denkmal in Kaspisk seit Havarie 1974
- S-21 (MDE-150), 3. November 1979, im Sturm gekentert, versenkt
- S-25 (MDE-165), 7. Oktober 1981, abgeschrieben 1999
- S-26 (MDE-160), 30. Dezember 1983, abgeschrieben 2006

Die A-90-Klasse ging 1979 in Dienst, und die drei verbliebenen Fahrzeuge wurden erst 1993 außer Dienst gestellt.

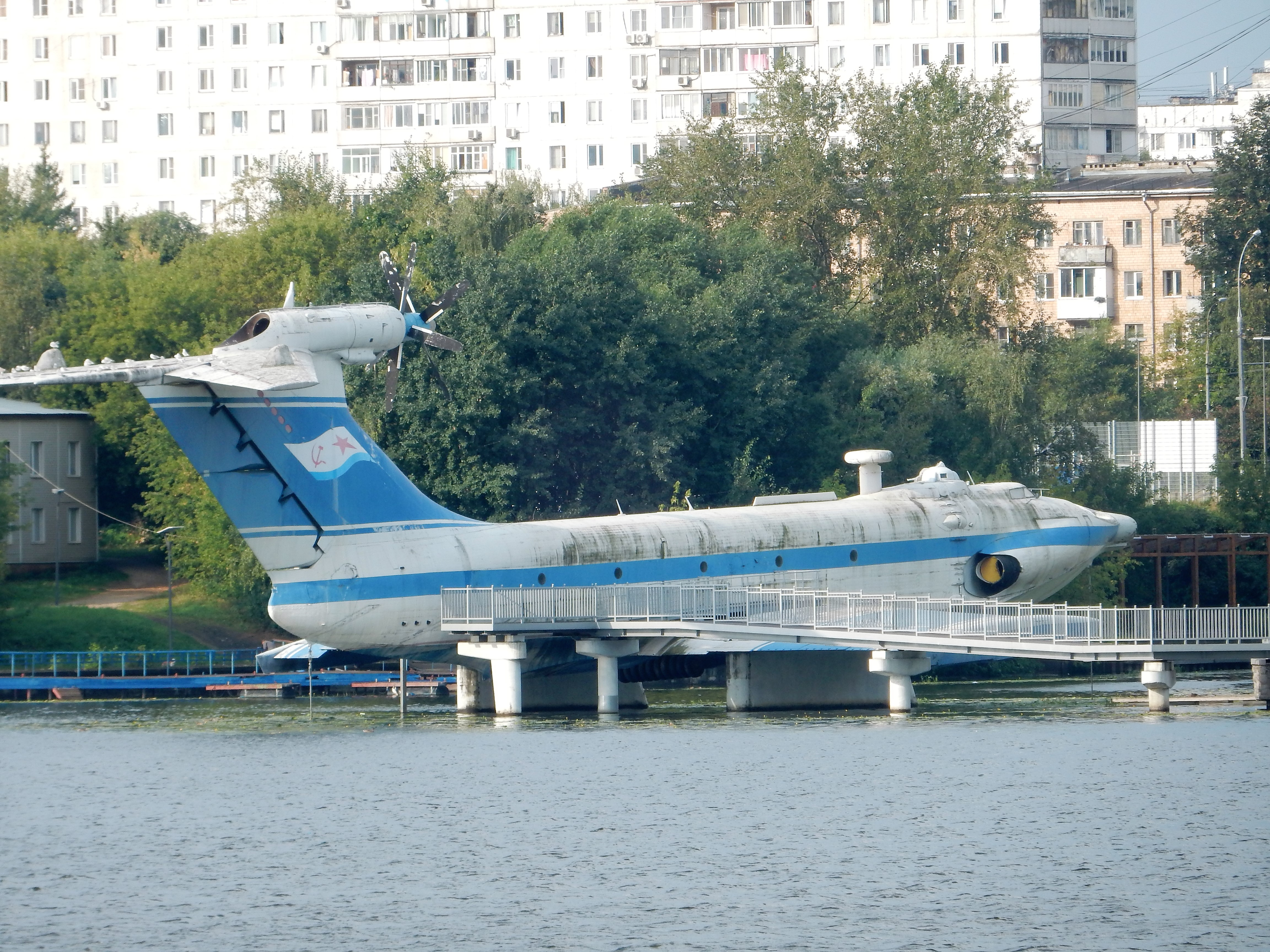
A-90 im Museum der Russischen Seekriegsflotte in Moskau

Die S-26 ist im Museum der Russischen Seekriegsflotte in Moskau ausgestellt.

## Technische Daten

Dreiseitenriss

| Kenngröße             | Daten |
| --------------------- | --- |
| Besatzung             | 6–8 |
| Länge                 | 58,11 m |
| Flügelspannweite      | 31,5 m |
| Höhe                  | 16,3 m |
| Flügelfläche          | 304,6 m² |
| Flügelstreckung       | 3,3 |
| Nutzlast              | 20.000 kg |
| Leermasse             | 120.000 kg |
| max. Startmasse       | 140.000 kg |
| Triebwerk             | 2 × Kusnezow NK-8-4K-Turbinen-Strahltriebwerke mit je 103 kN Schub 1 × Kusnezow NK-12MK-Turboprop mit 152 kN Schub |
| Höchstgeschwindigkeit | 400 km/h |
| Reisegeschwindigkeit  | 350 km/h |
| Reichweite            | 1.500 km |
| Flughöhe              | 2–10 m |
| Dienstgipfelhöhe      | 3.000 m |
| Bewaffnung            | 1 × 14,5-mm-Zwillings-MG                                                                                           |